# Catocala fletcheri
Catocala fletcheri là một loài bướm đêm trong họ Erebidae.